# تأثير الحشيش على الدماغ

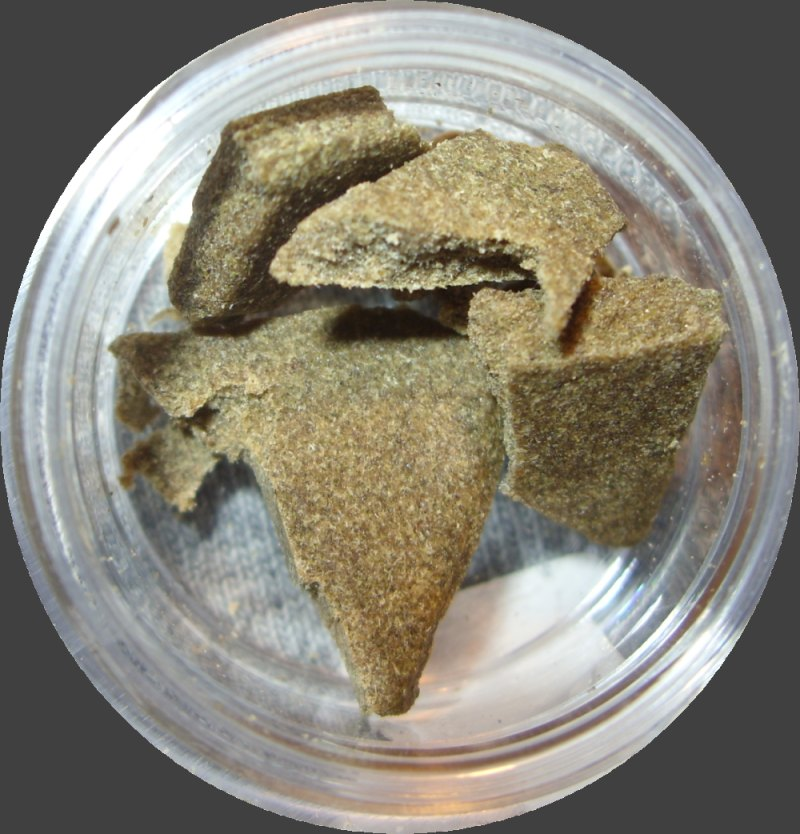
تعاطي الحشيش يزيد من احتمالية التعرض لمشاكل صحية عقلية وسلوكية خطيرة.

يحتوي الحشيش على مركبات كيميائية تؤثر على الدماغ والجسم. الاستخدام المفرط والمستمر للحشيش يمكن أن يؤدي إلى مجموعة من الآثار السلبية على الصحة العقلية والجسدية، بحيث يؤدي إلى الإدمان والاضطرابات النفسية مثل الفصام والاكتئاب. 
فحسب دراسة أجراها فريق باحثين من جامعة كولومبيا الأميركية، فإنّ من يتعاطون الحشيش ولو بشكل ترفيهي غير منتظم عرضة للإصابة باضطرابات نفسية مثل الاكتئاب والانتحار، بمعدل يزيد على 2 إلى 4 مرات من نظرائهم الذين لا يتعاطونه على الإطلاق.
توصل فريق من العلماء البريطانيين إلى أول دليل علمي يؤكد العلاقة بين تعاطي الحشيش والإصابة بالأمراض العقلية والجنون. أظهرت الدراسة التي نُشرت في مجلة "Translational Psychiatry" أن تدخين الحشيش يرتبط بزيادة خطر الإصابة بالأمراض العقلية مثل الذهان، وقد يؤدي إلى الجنون التام. الباحثون اكتشفوا الجين الذي يزيد من فرص الإصابة بهذه الأمراض عند تعاطي الحشيش.
وكشفت الدراسة أن تأثير تعاطي الحشيش يكون أخطر على ذاكرة الإناث مقارنة بالذكور، ويمكن أن يؤدي إلى النسيان وضعف الذاكرة. ورغم أن نسبة من يصابون بالذهان بسبب التدخين قليلة (1%)، فإن التأثير يكون دائمًا ومدمرًا للحياة.
الدراسة أظهرت أيضًا أن الشباب الذين يحملون جين AKT1 يكونون الأكثر عرضة للإصابة بمرض الذهان عند تعاطي الحشيش
وفقًا للدراسات العلمية، فإن تعاطي الحشيش يمكن أن يؤدي إلى آثار خطيرة، بما في ذلك زيادة خطر الجنون والاكتئاب. قد يتسبب استخدام الحشيش أيضًا في زيادة حالات الجريمة والعنف. فعلى الرغم من أن البعض قد يشعر بأنه يستمتع بتأثيراته المهدئة على المدى القصير، إلا أن العواقب تتمثل في زيادة احتمالية التعرض لمشاكل صحية عقلية وسلوكية خطيرة.

## تأثير الحشيش على الدماغ
الحشيش يؤثر على مستقبلات الدماغ المسؤولة عن تنظيم المزاج والنوم والشعور بالسعادة والراحة والاسترخاء. مع تعاطي الحشيش، يؤدي إلى زيادة إفراز مادة رباعي هيدرو كانابينول الشبيهة بمادة أنانداميد المسؤولة عن هرمون السعادة. وعند التوقف عن تعاطي الحشيش، يقل ذلك الشعور وبالتالي تحدث أعراض انسحاب الحشيش من اكتئاب وخوف وقلق. ونتيجة حدوث تغيير في كيمياء المخ يؤدي ذلك إلى خلل في الوظائف العقلية والسلوكيات العامة للمتعاطي.

#### الحشيش والجريمة
أظهرت العديد من الدراسات إلى أن معظم مدمني الحشيش يتحولون إلى مجرمين ولصوص وقتلة، وقد أكدت نتائجها الارتباط الوثيق بين تعاطى مخدر الحشيش وجرائم بعينها، حيث تشير النتائج إلى أن 86% من مرتكبى جرائم الاغتصاب كانوا يتعاطون مخدر الحشيش، وأن 58% من مرتكبى جرائم هتك العرض كانوا يتعاطون مخدر الحشيش، و23.7% من مرتكبى جرائم القتل العمد كانوا يتعاطون مخدر الحشيش، و24.3% من مرتكبى جرائم السرقة بالإكراه كانوا يتعاطون مخدر الحشيش. بحيث انه عندما يتعاطى الإنسان الحشيش، يتأثر دماغه ويصبح أكثر عرضة للعنف والجريمة. يفقد السيطرة على تصرفاته ويصبح أكثر عدوانية. 

## الآثار النفسية للحشيش
الحشيش يمكن أن يسبب مجموعة من الآثار النفسية، بما في ذلك:
- الإصابة بمرض الفصام على المدى الطويل.
- الجنون
- الشعور بالاكتئاب.
- تقلب في المزاج.
- الشعور بالتوتر والقلق.
- خلل في الوظائف النفسية مثل دقة الإدراك.
- خلل في تقدير الزمن والميل إلى الزيادة بمعنى عند مرور يومين يشعر المتعاطي بأنها أسبوع.
- ضعف في الذاكرة قصيرة المدى لا يتخطى ثواني.
- خلل في تقدير المسافات والأطوال.
- الشعور بالتبلد واللامبالاة.

### الحشيش والجنون
الحشيش يمكن أن يسبب الجنون أو ما يعرف بالفصام، هناك علاقة وثيقة بين الحشيش والجنون، حيث يتسبب الحشيش في الإصابة بمجموعة من الأمراض العقلية. والناتجة عن حدوث خلل في كيمياء المخ يترتب عنه إصابتك بهلاوس سمعية وبصرية، فصام، نوبات شك، وضلالات.